# Vlag van Emilia-Romagna

Vlag van Emilia-Romagna

De vlag van Emilia-Romagna is wit met in het midden het regionale logo. Dit logo is in gebruik sinds 15 december 1989, toen ook de regionale gonfalone werd aangenomen. Het toont een (groen omrand) wit vierkant met daarin een gestileerde weergave van het grondgebied van Emilia-Romagna en daaronder een rode lijn en de naam van de regio in het Italiaans.
De vlag wordt onofficieel gebruikt sinds 1995. Het embleem vertegenwoordigt het geografische profiel van de regio. Volgens de ontwerper staat de gebogen lijn voor de Po en de natuur, terwijl de rechte lijn staat voor de weg en het werk van de mens. De groene kleur staat voor die van de Povlakte.